# Alexander H. Rice
Pour les personnes ayant le même patronyme, voir Rice.
Alexander Hamilton Rice (30 août 1818 - 22 juillet 1895) est un homme politique américain, 15e maire de Boston, représentant puis gouverneur du Massachusetts.